# توماس مک‌کارتی (هنرپیشه)
توماس مک‌کارتی (انگلیسی: Thomas McCarthy؛ زادهٔ ۷ ژوئن ۱۹۶۶) فیلم‌نامه‌نویس، تهیه‌کننده، هنرپیشه و کارگردان اهل ایالات متحده آمریکا است. وی از سال ۱۹۹۲ میلادی تاکنون مشغول فعالیت بوده‌است.
از فیلم‌هایی که وی در آن نقش داشته‌است، می‌توان به ۲۰۱۲، پرچم‌های پدران ما، ملاقات با والدین، سیریانا، مایکل کلیتون، استخوان‌های دوست‌داشتنی، دورویی، مامان بچه، جک به قایق‌رانی می‌رود، عالی جدید و شگفت‌انگیز و فاکرهای کوچک اشاره کرد. او فیلم پینه‌دوز را کارگردانی کرده‌است.